# Gare de Pfäffikon SZ
La gare de Pfäffikon SZ (en allemand : Bahnhof Pfäffikon SZ) est une gare de jonction desservant Pfäffikon, le chef-lieu de la commune de Freienbach, dans le canton de Schwyz (SZ), en Suisse. La gare est située à la périphérie nord de la ville, entre le centre-ville et le lac de Zurich,.
La gare fait partie de la ligne ferroviaire de la rive gauche du lac de Zurich, qui relie la gare centrale de Zurich à Ziegelbrücke et Näfels, et qui est détenue et exploitée par les Chemins de fer fédéraux suisses (CFF). À l'est de la gare se trouve la jonction de la ligne vers Rapperswil, qui traverse le lac de Zurich sur le Seedamm, tandis qu'à l'ouest se trouve la jonction de la ligne vers Arth-Goldau, toutes deux appartenant et étant exploitées par le Südostbahn (SOB),.

## Histoire

Images historiques
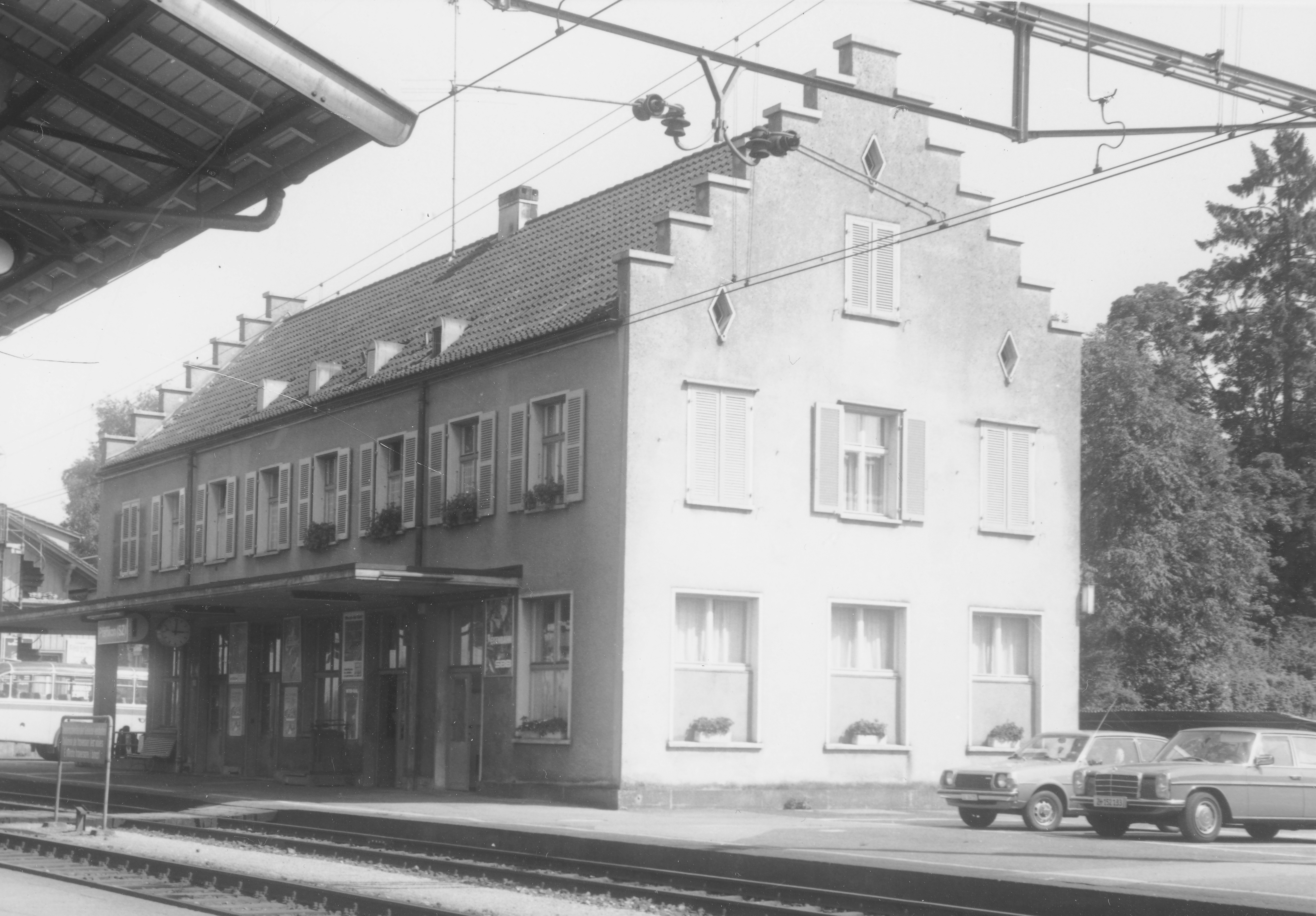
Bâtiment de la gare en 1978
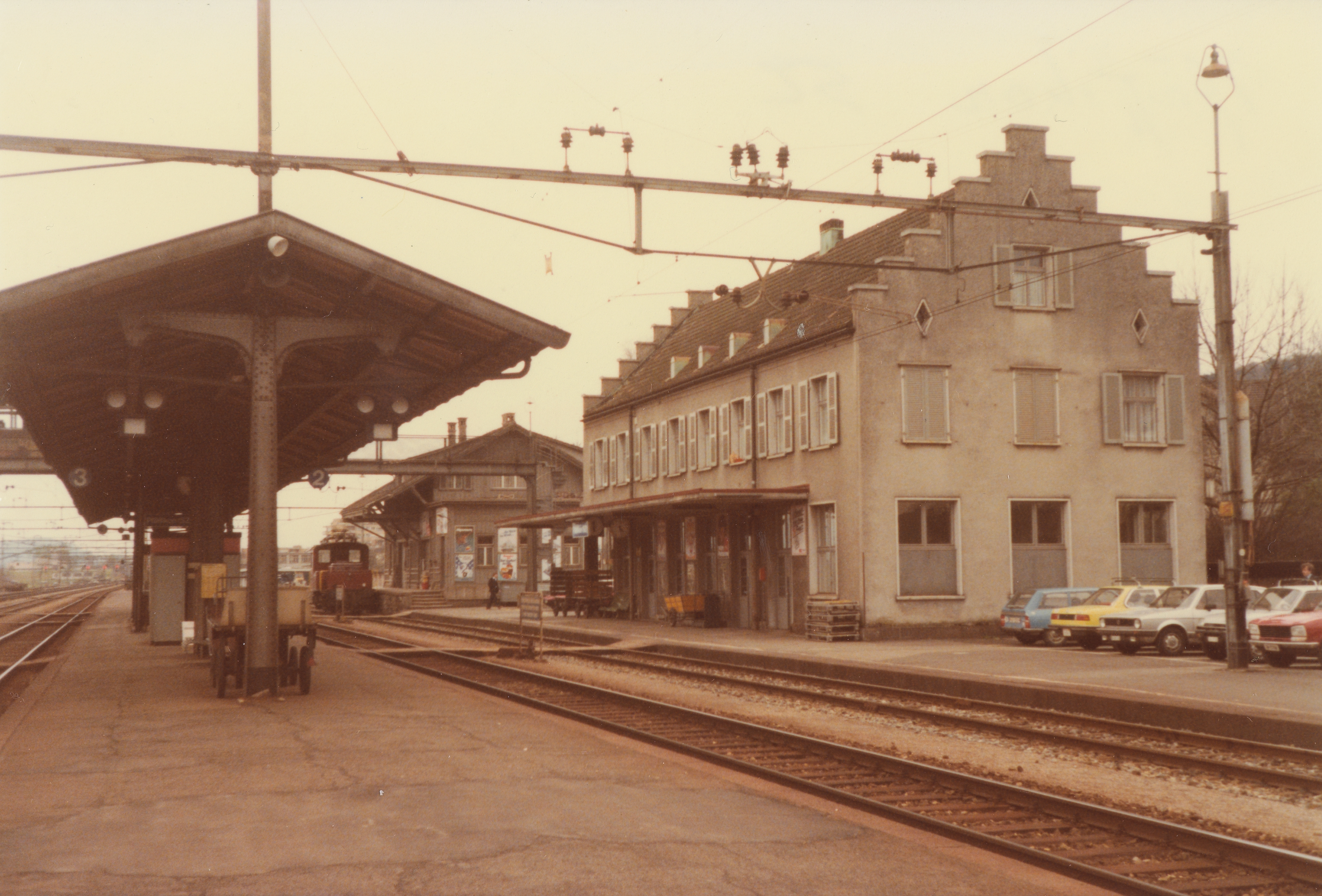
Bâtiment, quais et voies en 1981
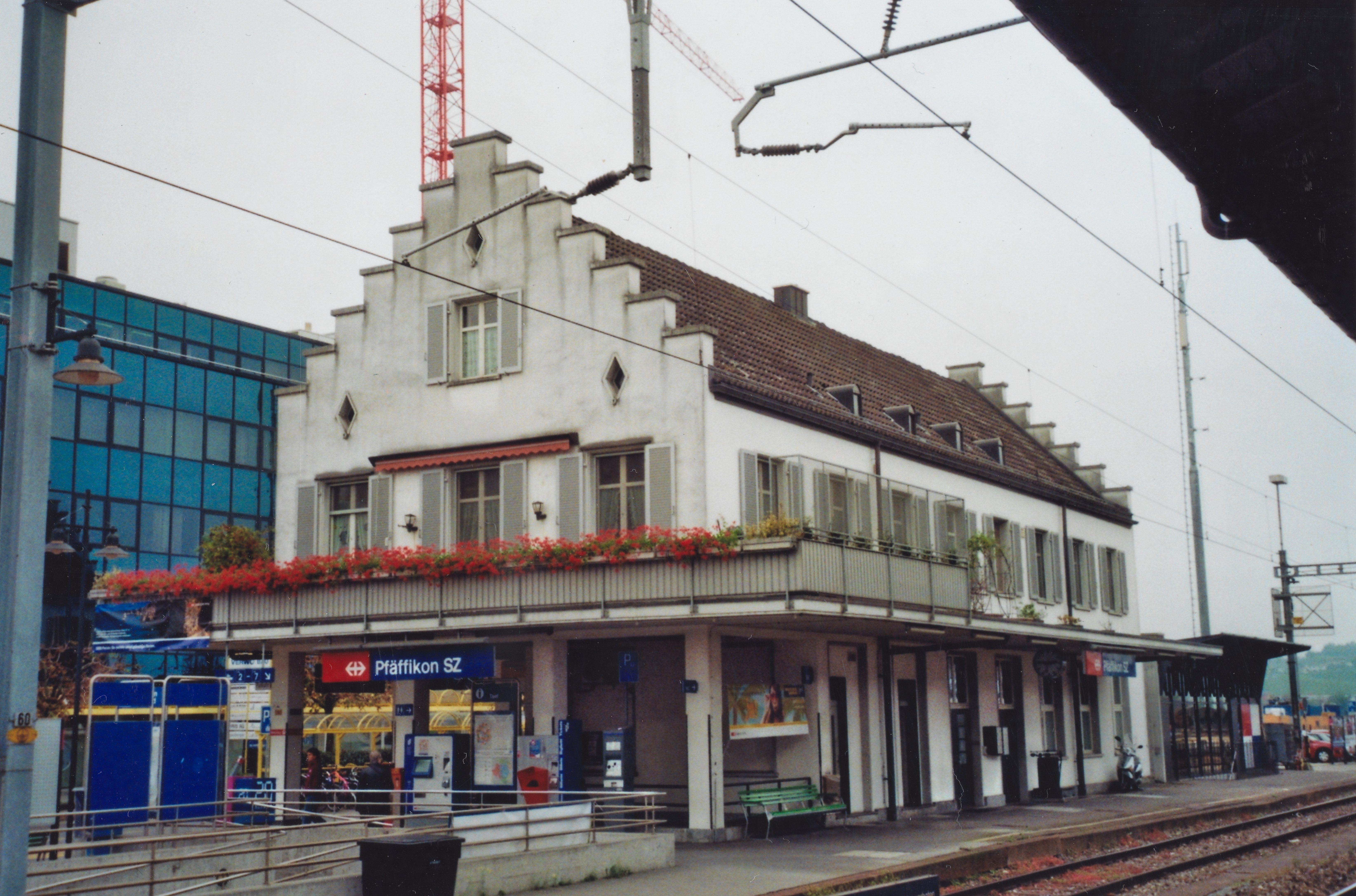
La gare en 2011

## Service des voyageurs

### Desserte
Depuis le changement horaire du 11 décembre 2022, voici les trains qui desservent la gare : InterRegio : cadence horaire entre Berne et Coire ; Voralpen-Express : cadence horaire entre Lucerne et Saint Gall.
RER zurichois : (S2) : cadence semi-horaire entre Zurich Aéroport et Ziegelbrücke ; (S5) : cadence semi-horaire vers Zoug ; (S8) : cadence semi-horaire vers Winterthour ; (S25) : cadence horaire vers Zurich et Linthal ; (S40x) : cadence horaire entre Einsiedeln et Rapperswil.